# Załmen Gradowski
Załmen Gradowski (ur. ok. 1910, zm. 1944) – polski więzień obozu Auschwitz-Birkenau pochodzenia żydowskiego, jeden z organizatorów buntu Sonderkommando w Krematorium IV z 1944 roku. Autor odnalezionych i wydanych po wojnie relacji.

## Życiorys
Urodził się w 1910 roku w Suwałkach jako Chaim Załman Gradowski. Jego żoną była Sonia z domu Złotojabko. Podczas II wojny światowej mieszkał w, okupowanej przez sowietów od 1939 roku, Łunnie koło Grodna. Po agresji III Rzeszy na ZSRR, został w listopadzie 1942 roku przesiedlony do obozu przejściowego w Kiełbasinie. W grudniu 1942 został deportowany wraz z rodziną do KL Auschwitz-Birkenau, gdzie, po selekcji, zamordowano jego żonę, matkę i dwie siostry. 
Od początku osadzenia w obozie pracował w Sonderkommando. Był jednym z organizatorów buntu Sonderkommando w Krematorium IV z 7 października 1944. Przypuszczalnie zginął w trakcie buntu lub został zastrzelony przez SS w ramach represji tuż po stłumieniu walk. 
Po wojnie odnaleziono na terenie Birkenau, dwa rękopisy Gradowskiego w języku jidysz stanowiące unikalne świadectwo Zagłady Żydów. Wspomnienia Załmena Gradowskiego, ukazały się w języku polskim pod tytułem Znajduję się w sercu piekła. Notatki więźnia Sonderkommando odnalezione w Auschwitz.